# Shalom Dov Wolpo
Shalom Dov Wolpo ou Wolpe (hébreu : שלום דובער הלוי וולפא Shalom - ou Sholom - Dov-Baer Halevi Wolpe) est un rabbin loubavitch israélien contemporain (né le 21 février 1948). Auteur de plusieurs ouvrages sur la pensée Habad et apparenté au courant messianique de ce mouvement, il est également connu comme  militant politique d’extrême droite.